# 시더파크 (텍사스주)

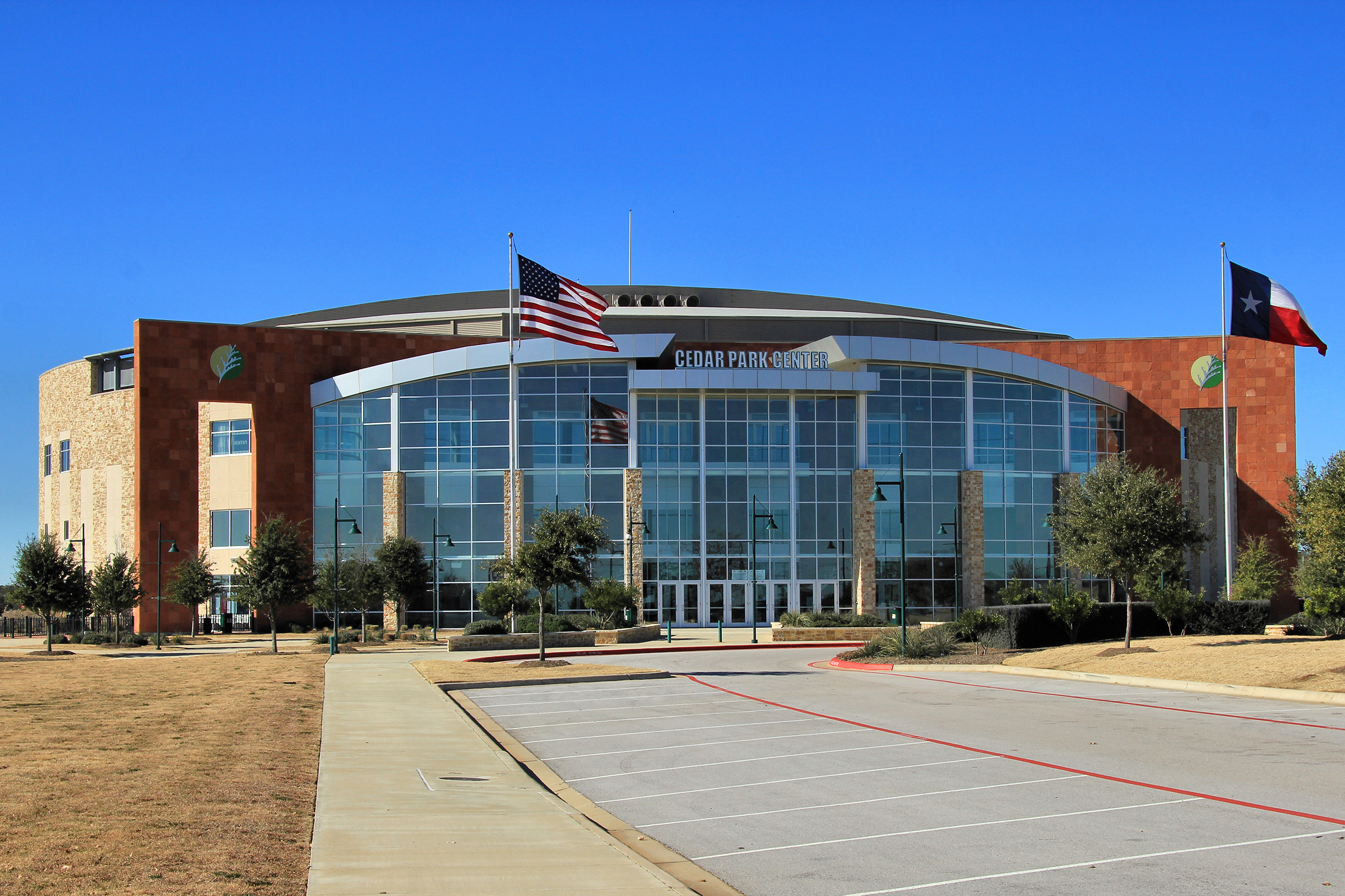
H-E-B 센터 앳 시더 파크

시더파크(Cedar Park)는 미국의 주인 텍사스주의 오스틴의 도시이자 주요 교외 지역이다. 오스틴의 중심부에서 북서쪽으로 약 26킬로미터 지점에 위치한다. 2020년 미국 인구 조사에 따르면 이 도시의 인구 수는 77,595명이다.

## 인구
| 인구조사                            | 인구   | Note | %±     |
| ----------------------------------- | ------ | ---- | ------ |
| 1930년                              | 117    |      | —      |
| 1940년                              | 129    |      | 10.3%  |
| 1950년                              | 302    |      | 134.1% |
| 1960년                              | 685    |      | 126.8% |
| 1970년                              | 1,012  |      | 47.7%  |
| 1980년                              | 3,474  |      | 243.3% |
| 1990년                              | 5,261  |      | 51.4%  |
| 2000년                              | 26,049 |      | 395.1% |
| 2010년                              | 48,937 |      | 87.9%  |
| 2020년                              | 77,595 |      | 58.6%  |
| U.S. Decennial Census 2018 Estimate |        |      |        |